# Henryk Groszyk
Henryk Józef Groszyk (ur. 2 października 1926 w Sępólnie Krajeńskim, zm. 10 grudnia 2009 w Lublinie) – polski prawnik, profesor zwyczajny nauk prawnych, członek Trybunału Stanu od 1982 do 1985 oraz sędzia Trybunału Konstytucyjnego w latach 1985–1993, przewodniczący komisji problemowej PRON w 1982, członek Komitetu Wykonawczego Rady Krajowej PRON w 1983 roku.

## Życiorys
Urodził się w rodzinie urzędniczej, syn Władysława i Stefanii. Naukę w szkole przerwał mu wybuch II wojny światowej. Wraz z rodziną został wysiedlony do Generalnego Gubernatorstwa, gdzie w okresie niemieckiej okupacji pracował i uczył się na tajnych kompletach, jednocześnie biorąc czynny udział w konspiracyjnej walce z okupantem jako żołnierz AK – pseudonim „Mewa”. Aresztowany przez gestapo i uwięziony na Pawiaku w Warszawie został deportowany do obozu koncentracyjnego Stutthof.
Ukończył studia prawnicze na Wydziale Prawa Uniwersytetu Mikołaja Kopernika w Toruniu (1950), uzyskał stopień doktora nauk prawnych w 1959, zaś doktora habilitowanego w 1965. Profesorem zwyczajnym został w 1977.
Pełnił funkcję Kierownika Katedry Teorii Państwa i Prawa Wydziału Prawa i Administracji Uniwersytetu Marii Curie-Skłodowskiej w Lublinie w latach 1969–1970. W okresach od 1970 do 1971 oraz od 1983 do 1997 był kierownikiem Zakładu Teorii Państwa i Prawa UMCS a dyrektorem Instytutu Historii i Teorii Państwa i Prawa UMCS w latach 1977–1981. W 1981 został prodziekanem Wydziału Prawa i Administracji UMCS i był nim do 1982, od 1982 do 1984 piastował stanowisko dziekana tegoż Wydziału. Od 1965 aż do śmierci był opiekunem Studenckiego Koła Naukowego Prawników UMCS.
W latach 1981–1982 wchodził w skład Międzyklubowego Zespołu Ekspertów, powołanego w sprawie utworzenia Trybunału Konstytucyjnego, Trybunału Stanu i urzędu Prezydenta zaś od 1982 do 1985 zasiadał w Trybunale Stanu. Był ekspertem Komisji Konstytucyjnej Zgromadzenia Narodowego w latach 1995–1997 i członkiem Rady Legislacyjnej przy Prezesie Rady Ministrów w latach 1984–1987 i 1994–1998. Od 1994 do 1998 zasiadał w Komisji Prezesa Rady Ministrów ds. Nagród Naukowych.
Od 1981 do 1987 był członkiem Komitetu Nauk Prawnych PAN, a w latach 1972–1996 członek Komitetu Nauk Politycznych PAN, zaś w latach 1990–1993 także członkiem Rady Towarzystw Naukowych przy Prezydium PAN. Od 1989 do 1992 prezesował Zarządowi Głównemu Polskiemu Towarzystwu Nauk Politycznych. Profesor Groszyk był również członkiem honorowym Polskiego Towarzystwa Nauk Politycznych, Międzynarodowego Stowarzyszenia Filozofii Prawa (IVR) i Polskiego Towarzystwa Legislacji oraz Lubelskiego Towarzystwa Naukowego.
Profesor H. Groszyk był autorem ponad 100 publikacji naukowych, w tym kilku monografii z zakresu teorii państwa i prawa. W 1981 otrzymał nagrodę Ministra Nauki i Szkolnictwa Wyższego za szczególne osiągnięcia w zakresie kształcenia kadr. Został również wyróżniony Medalem Komisji Edukacji Narodowej w 1978 oraz Odznaką „Zasłużony dla miasta Lublina” w 1969. W 2004 odznaczono go Medalem „Zasłużony dla Uniwersytetu Marii Curie-Skłodowskiej”, a w 1984 Krzyżem Oficerskim Orderu Odrodzenia Polski i Krzyżem Kawalerskim Orderu Odrodzenia Polski w 1965 oraz Srebrnym Krzyżem Zasługi w 1956. Postanowieniem prezydenta Aleksandra Kwaśniewskiego z dnia 11 listopada 1997, w uznaniu wybitnych osiągnięć w kształtowaniu prawnych podstaw demokratycznego i praworządnego państwa, został odznaczony Krzyżem Komandorskim Orderu Odrodzenia Polski.
16 grudnia 2009 na Wydziale Prawa i Administracji UMCS przy auli uniwersyteckiej, gdzie profesor Groszyk od lat prowadził wykład ze Wstępu do prawoznawstwa, odbyła się uroczystość pożegnalna. Obecni byli, między innymi, JM Rektor UMCS, Dziekan WPiA UMCS, członkowie Rady Wydziału, wychowankowie profesora, członkowie koła naukowego, studenci. Po uniwersyteckim pożegnaniu trumna z ciałem profesora została przewieziona do Kalisza na uroczystości pogrzebowe, które odbyły się 18 grudnia 2009.